# (6130) Hutton
(6130) Hutton es un asteroide perteneciente a asteroides que cruzan la órbita de Marte descubierto el 24 de septiembre de 1989 por Robert H. McNaught desde el Observatorio de Siding Spring, Nueva Gales del Sur, Australia.

## Designación y nombre
Designado provisionalmente como 1989 SL5. Fue nombrado Hutton en homenaje a James Hutton, fue una de las figuras clave de la Ilustración escocesa. Su teoría de la Tierra demostró la gran edad de la Ttierra y, por lo tanto, fue uno de los primeros libros de la era moderna de la geología.

## Características orbitales
Hutton está situado a una distancia media del Sol de 2,973 ua, pudiendo alejarse hasta 4,584 ua y acercarse hasta 1,362 ua. Su excentricidad es 0,541 y la inclinación orbital 23,75 grados. Emplea 1872,81 días en completar una órbita alrededor del Sol.

## Características físicas
La magnitud absoluta de Hutton es 16,6. Tiene 3,07 km de diámetro y su albedo se estima en 0,043. 